# Sulawesi Sudorientale
Il Sulawesi Sudorientale (indonesiano: Sulawesi Tenggara) è una provincia dell'Indonesia situata sull'isola di Sulawesi (Celebes) nella parte centrale dell'arcipelago indonesiano. La città più grande e popolata della provincia è Kendari che è anche il capoluogo di questo territorio.

## Geografia fisica
Il Sulawesi Sudorientale è situato nella quarta penisola del Sulawesi e confina a Nord per pochi chilometri con la provincia del Sulawesi Meridionale e quella del Sulawesi Centrale. L'83% dei confini provinciali sono segnati dal mare, a Occidente, infatti il Sulawesi Sudorientale, si affaccia sul Golfo di Boni e a Sud e a Oriente viene bagnato dal Mare di Banda.

### Morfologia
Nella penisola del Sulawesi Sudorientale si sono originate parecchie montagne e vulcani che rendono difficile la comunicazione tra le altre province, isolando parzialmente la penisola. Infatti quasi l'unico modo per raggiungere la provincia è via mare utilizzando i porti che la provincia possiede ad esempio: Kendari, Batauga, Lesolo.

### Clima
La vicinanza con l'equatore fa avere alla provincia un clima equatoriale caratterizzato da un grande caldo afoso e da frequentissime precipitazioni; queste sono le basi per consentire a una Foresta equatoriale di nascere. La penisola non è un luogo forestoso a causa delle montagne e vulcani che vi sono presenti, ma le foreste riescono a vivere a pochi chilometri dalla costa dove il territorio è pianeggiante.

## Società

### Evoluzione demografica
Il popolo provinciale è composto da vari gruppi etnici ad esempio i Tolaki, Buton e i Muna. tra questo popolo la stragrande maggioranza pratica l'Islamismo ma sono presenti altre religioni minori come il Protestantesimo, il Cattolicesimo, il Buddhismo e l'Induismo. Tra il popolo è diffusissima la lingua indonesiana che è quella ufficiale e più parlata ma esistono anche altre lingue minori molto meno parlate.

## Geografia antropica

### Suddivisioni amministrative
La provincia di Sulawesi Sudorientale è suddivisa in dieci reggenze (kabupaten) e due municipalità (kota):
- Reggenza di Bombana
- Reggenza di Buton
- Reggenza di Buton Settentrionale
- Reggenza di Kolaka
- Reggenza di Kolaka Settentrionale
- Reggenza di Konawe
- Reggenza di Konawe Meridionale
- Reggenza di Konawe Settentrionale
- Reggenza di Muna
- Reggenza di Wakatobi
- Bau-Bau (municipalità)
- Kendari (municipalità)